# Sattledt
Sattledt là một đô thị thuộc huyện Wels-Land thuộc bang Oberösterreich, Áo. Đô thị Sattledt có diện tích 22 km², dân số thời điểm năm 2006 là 2287 người.
Bản mẫu:Wels-Land